# باب الجبلي الجديد

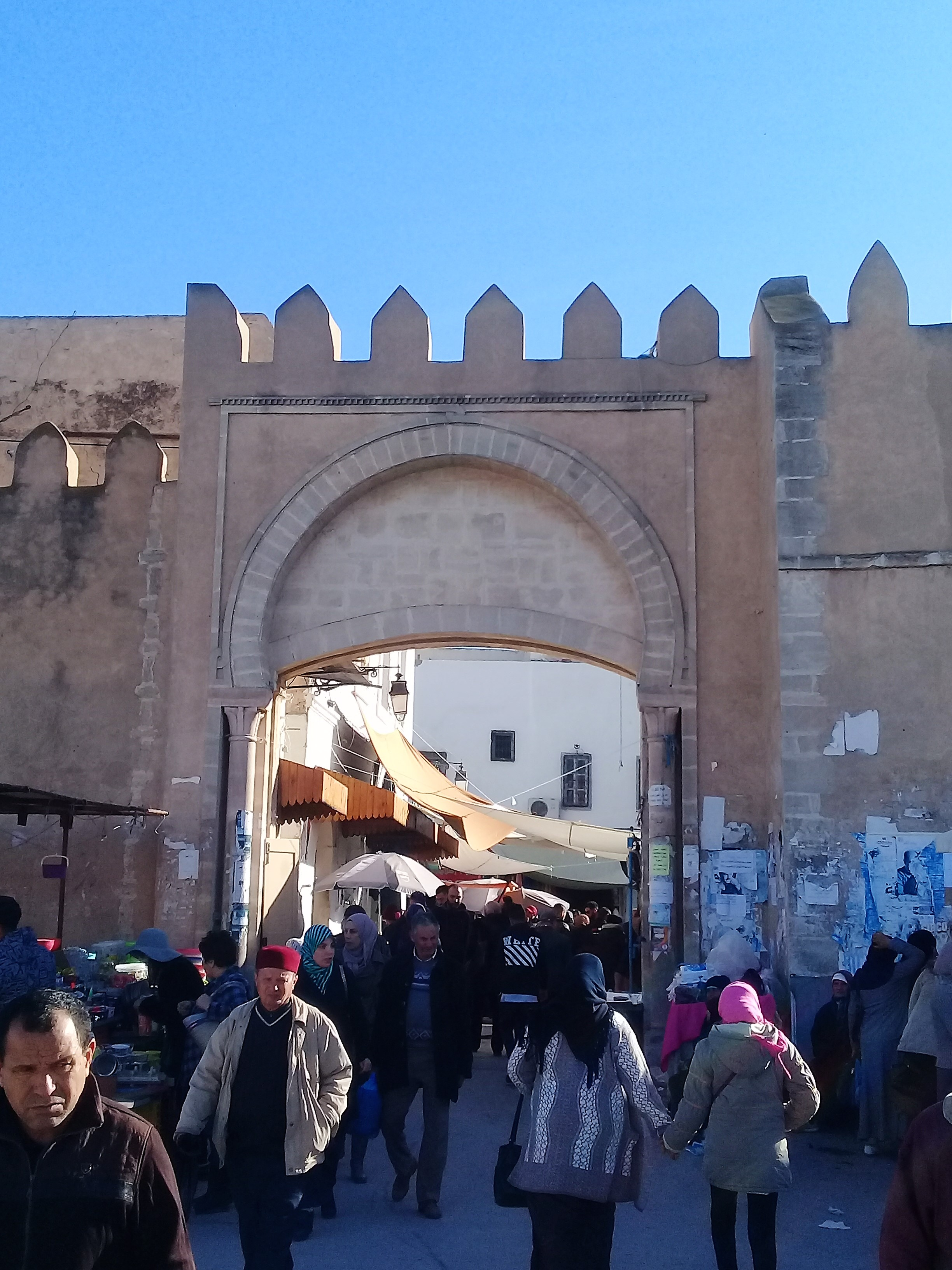
صورة للباب من الخارج

باب الجبلي الجديد، يدعى كذلك باب الجلولي، هو أحد أبواب مدينة صفاقس. و يقع في منتصف المدخل الشمالي للأسوارو بالتحديد بين باب جبلي وباب القصر 1

.
إفتتح هذا الباب في بداية القرن العشرين خلال فترة محمد صدوق الجلولي، و الذي يحمل اسمه بعد وفاته في عام 1910. 
يتكون هذا الباب من فتحتين متجاورتين من الخارج، وهاتان الفتحتين تفتحان بدورهما على ساحة كبيرة أين تقع محطة حافلات باب جبلي.

## معرض صور

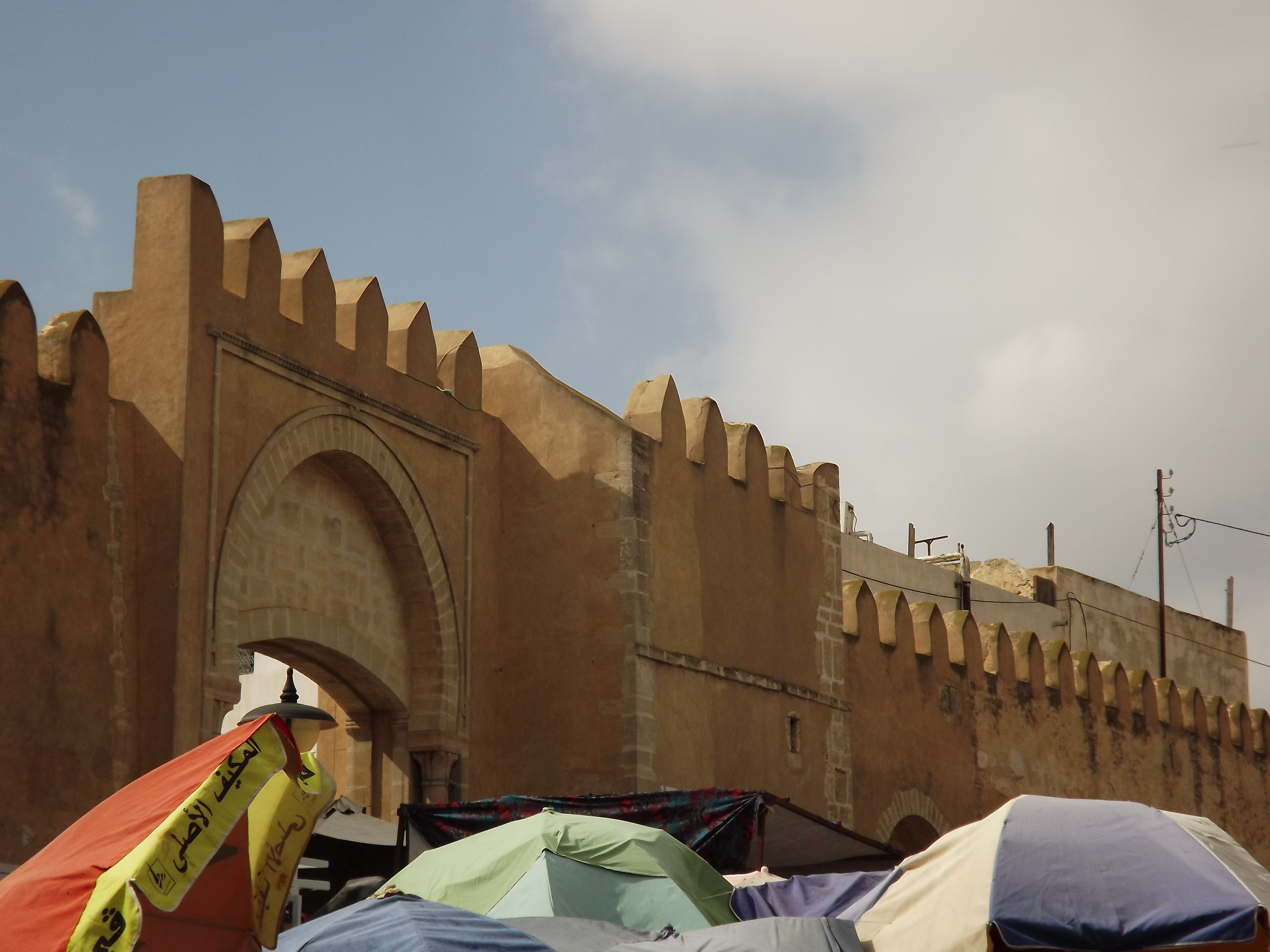
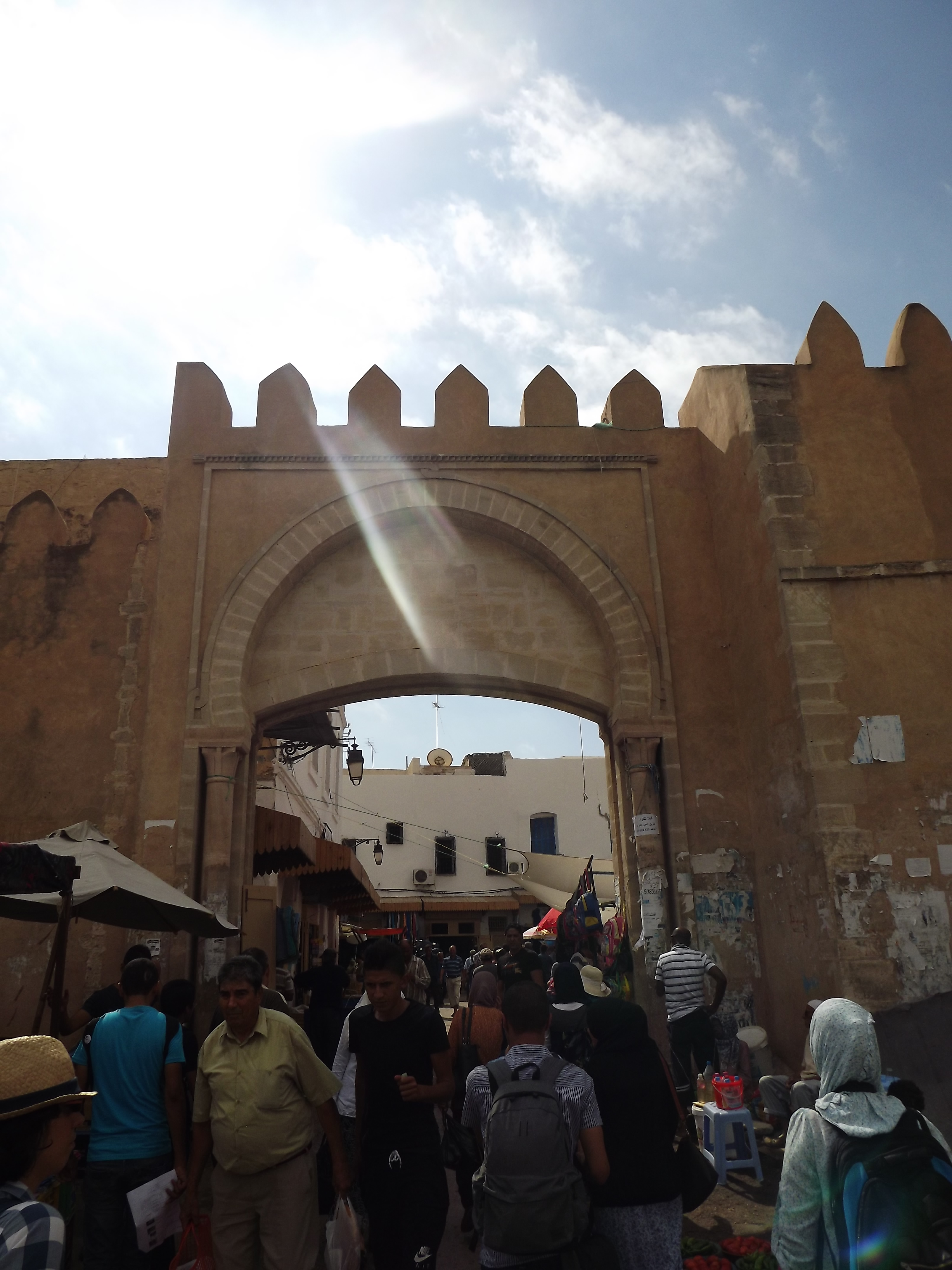
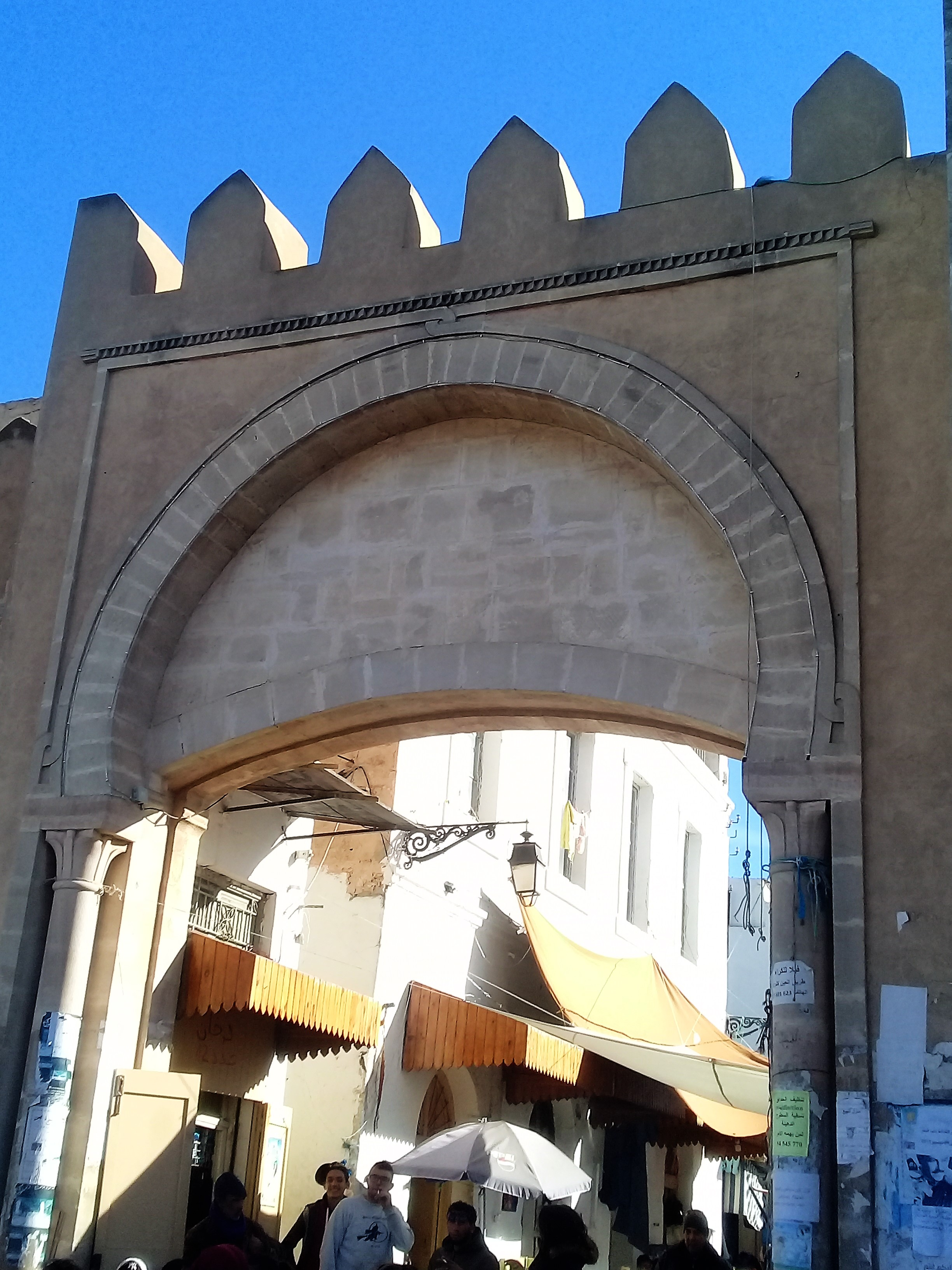